# Alaíde Foppa
Alaíde Foppa (Barcellona, 22 marzo 1914 – Guatemala, 19 dicembre 1980) è stata una poetessa, scrittrice, critica d'arte, attivista femminista, insegnante e traduttrice guatemalteca.
Nata a Barcellona, aveva la cittadinanza guatemalteca e viveva in esilio in Messico. Lavorò come professoressa sia in Guatemala sia in Messico, dove gran parte della sua poesia è stata pubblicata e dove ha co-fondato una delle prime pubblicazioni femministe nel paese: Fem.
Dopo la morte del marito, tornò in Guatemala per vedere la madre e rinnovare il  passaporto. Fu detenuta e scomparve a Città del Guatemala il 19 dicembre 1980, presumibilmente assassinata.

## Biografia
Maria Alaíde Foppa Falla è nata il 3 dicembre 1914 a Barcellona da Tito Livio Foppa e Julia Falla, sua madre era una pianista di origine guatemalteca e suo padre un diplomatico argentino-italiano. Ha studiato storia dell’arte e della letteratura in Italia, Belgio e Francia. Parlava fluentemente l’italiano e ha lavorato per diversi anni come traduttrice.
Negli anni ’40, Foppa ottenne la cittadinanza guatemalteca e sposò Alfonso Solórzano, un guatemalteco politicamente di sinistra, “comunista intellettuale” che gestiva l’Istituto di previdenza sociale del Guatemala. Solórzano alla fine fu anche consigliere di gabinetto del presidente Jacobo Árbenz. Foppa e Solórzano ebbero quattro figli nati in Messico: Mario, Juan Pablo, Silvia e Laura.
Foppa ha insegnato presso la facoltà di scienze umanistiche dell’Università di San Carlos de Guatemala ed è stata fondatrice dell’Istituto italiano di Cultura nel paese centroamericano. Lei e la famiglia furono costrette a fuggire del paese nel 1954 quando la presidenza di Jacobo Árbenz fu rovesciata da un colpo di Stato appoggiato dalla CIA.
Foppa visse esiliata in Messico, lavorando come professoressa all’Università Nazionale Autonoma del Messico dove insegnò italiano preso la Facoltà di Filosofia e Lettere, e avviò il primo corso su Sociologia delle donne in una università latinoamericana. Ha tenuto conferenze presso altre istituzioni, pubblicato articoli e critiche d’arte sui giornali locali. Ha scritto gran parte della sua poesia a Città del Messico, oltre a un volume chiamato Poesias stampato a Madrid e La sin ventura, pubblicato in Guatemala.
Nel 1972 ha creato il programma radiofonico “Foro de la mujer” (Forum delle donne) che è stato trasmesso su Radio Universidad; in questo programma si discuteva le disparità all’interno della società messicana, la violenza e come dovrebbe essere trattata. Nel 1975 ha co-fondato con Margarita Garcia Flores la rivista Fem, una pubblicazione per l’analisi accademica delle questioni da una prospettiva femminista. Foppa ha finanziato la pubblicazioni con propri fondi.
Foppa partecipava regolarmente a eventi con Amnesty International e l’Associazione Internazionale delle Donne Contro la Repressione (AIMUR). Con altri membri della comunità intellettuale guatemalteca denunciò il governo per violazioni del diritti umani e il suo nome iniziò ad apparire nelle liste pubblicate di “sovversivi”.
Quando suo marito Solórzano fu colpito e ucciso da un’auto, Foppa andò in Guatemala, apparentemente per visitare la madre e rinnovare il passaporto, ma si è pensato che avesse deciso di lavorare per i guerriglieri. Secondo un resoconto, si era impegnata in una missione di guerriglia a Città di Guatemala, dove fu catturata dalle forze di sicurezza del governo. I suoi figli Mario e Juan Pablo, sebbene nati in Messico, erano andati in Guatemala per combattere con i guerriglieri. Sua figlia Silvia, che sosteneva anche lei i ribelli, si era nascosta a Cuba per in po’ e al momento della scomparsa di Foppa è tornata in Guatemala.
Apparentemente Foppa era andata a comprare fiori e ritirare il passaporto a Città del Guatemala il 19 dicembre 1980. Era accompagnata dall’autista di sua madre, che l’aveva portata in Plaza El Amate, dove erano state intercettate. Da quel momento non si erano più sapute sue notizie, si diceva che fosse stata torturata da una squadra della morte di un ministro di alto rango e uccisa lo stesso giorno in cui fu catturata.

## Opere
- Poesías (Madrid) (1945)
- La Sin Ventura (Guatemala) (1955)
- Los dedos de mi mano (Mexico) (1958)
- Aunque es de noche (Mexico) (1962)
- Guirnalda de primavera (Mexico) (1965)
- Elogio de mi cuerpo (Mexico) (1970)
- Las palabras y el tiempo (Mexico) (1979)